# راه نخاعی-تالاموسی
راه نخاعی-تالاموسی یا راه اسپاینوتالامیک یک راه حسی در دستگاه عصبی مرکزی است که پیام‌های حسی را از نخاع به طرف تالاموس و قشر مخ انتقال می‌دهد. این راه همانند راه ستون پشتی-نوار داخلی (دستگاه ستون خلفی-لمنیسکوس داخلی) یک راه صعودی است. راه نخاعی-تالاموسی ازنظر تکاملی نسبت به راه ستون پشتی قدیمی تر است. به راه نخاعی-تالاموسی، دستگاه جلویی جانبی (قدامی جانبی) نیز گفته می‌شود که بیانگر دو راه اسپاینوتالامیک قدامی و جانبی است. پیام‌های حسی مربوط به تنه و اندام‌ها از طریق اعصاب نخاعی به نخاع و تالاموس راه یافته که در نهایت به قشر مغز می‌روند.

## حس‌ها در راه نخاعی-تالاموسی
راه نخاعی-تالاموسی، حس‌های مختلفی از اندام‌های فوقانی، تحتانی و تنه را که نیازی به تعیین دقیق ناحیه و درجات ظریف اختلاف شدت ندارند، منتقل می‌کنند. انواع حس‌ها در راه نخاعی-تالاموسی (راه اسپاینوتالامیک) عبارتند از:
- درد
- حرارت که شامل گرما و سرما است
- لمس و فشار خام (غیر دقیق)
- خارش و قلقلک
- حس‌های جنسی

## مسیر آناتومیکی
راه نخاعی-تالاموسی در انتقال پیام‌های حسی از اندام‌های فوقانی، تحتانی و تنه به تالاموس نقش دارد. فیبرهای نخاعی-تالاموسی بیشتر از تیغه‌های I, IV, V و VI نخاعی منشأ می‌گیرند.
سه درجه نورون در مسیر اسپاینوتالامیک وجود دارند:
- نورون اول: جسم سلولی این نورون‌ها در گانگلیون ریشه خلفی نخاع قرار دارد که آکسون آن‌ها به شاخ خلفی نخاع می‌روند.[۲]
- نورون دوم: نورون دوم یک نورون نخاعی-تالاموسی است که پس از سیناپس با نورون اول در شاخ خلفی به طرف دیگر نخاع رفته که آکسون آن به تالاموس ختم می‌گردد.[۲]
- نورون سوم: این نورون از هسته تالاموس شروع شده که آکسون آن به سمت قشر مغز در ناحیه پشت شیار مرکزی رولاندو می‌رود.[۲] نورون‌های سوم از تالاموس به نواحی قشر حسی پیکری اولیه (SI) و حسی پیکری ثانویه (SII) سیر می‌کنند.[۴]

بخشی از پیام‌های اعصاب نخاعی به‌طور مستقیم از نخاع به تالاموس نمی‌روند، بلکه ابتدا به تشکیلات مشبک در ساقه مغزی رفته (یعنی از طریق راه نخاعی-مشبکی یا اسپاینورتیکولار) و سپس به تالاموس می‌روند.

## آوران‌های احشایی
آوران‌های احشایی نخاعی (مثلاً از قلب، معده، کلیه و روده) که همراه با دستگاه عصبی خودکار (سیستم اتونوم) هستند، از طریق راه نخاعی-تالاموسی منتقل می‌شوند. به دلیل همراهی آوران‌های احشایی با دستگاه عصبی خودکار، این آوران‌ها ممکن است به غلط به عنوان آوران‌های خودکار نامیده شوند. دستگاه عصبی خودکار یک دستگاه حرکتی است نه حسی. بسیاری از آوران‌های احشایی نخاعی توسط اعصاب اسپلانکنیک (سینه‌ای، کمری و لگنی) که دارای فیبرهای عصبی سمپاتیک یا پاراسمپاتیک نیز هستند انتقال می‌یابند. اعصاب اسپلانکنیک سینه‌ای و کمری دارای رشته‌های پیش عقده‌ای سمپاتیک هستند ولی اعصاب اسپلانکنیک لگنی، حاوی رشته‌های پیش عقده‌ای پاراسمپاتیک می‌باشند.
آوران‌های احشایی نخاعی (از قلب، احشاء شکمی و لگنی) در شاخ خلفی نخاع پایان می‌یابند و به‌طور مستقیم با راه نخاعی-تالاموسی و راه نخاعی-مشبکی سیناپس می‌کنند. این آوران‌ها، تحریک‌های دردناک احشاء را انتقال می‌دهند.